# Honda Today
Honda Today – mały miejski samochód zaliczany do segmentu Kei car, produkowany i sprzedawany w Japonii w latach 1985–1998.

## Honda Today I
Honda Today I zadebiutowała w 1985. W 1990 auto przeszło facelifting. Otrzymało ono większe zderzaki, i przeprojektowany przód z podłużnymi reflektorami (w wersji przed liftingiem reflektory były okrągłe). 

## Honda Today II
Honda Today II zadebiutowała w 1993. W modelu tym powrócono do okrągłych reflektorów znanych z I generacji przed liftingiem. Fotel kierowcy był większy od fotelu pasażera. Zrezygnowano z tylnej klapy bagażnika na rzecz niewielkiej klapy otwieranej do dołu jak w pick-upach, bądź w aktualnie produkowanej Hondzie Civic. Zmiany te były podyktowane badaniami rynkowymi, z których wynikało, że Hondą Today jeżdżą przede wszystkim kobiety bez pasażera, bądź większego bagażu. Do standardowej klapy bagażnika powrócono w 1996 roku, co dodatkowo wymusiło pewne przeróbki w obrębie tyłu samochodu, gdyż tylna szyba była nieruchoma (w przeciwieństwie do produkowanej wówczas Hondy Civic.)